# Zsolt Nagy (ur. 1993)
Zsolt Nagy (ur. 25 maja 1993 w Székesfehérvárze) – węgierski piłkarz grający na pozycji lewego obrońcy lub lewego pomocnika. Od 2007 jest piłkarzem klubu Puskás Akadémia FC.

## Kariera klubowa
Swoją karierę piłkarską Nagy rozpoczynał w juniorach takich klubów jak: Lovasberény (2003-2004), Videoton FC (2004-2007) i Puskás Akadémia FC (2007-2012). W 2012 roku awansował do kadry pierwszego zespołu Puskás Akadémia. 10 kwietnia 2013 zadebiutował w jego barwach w drugiej lidze węgierskiej w zremisowanym 0:0 domowym meczu z rezerwami Szombathelyi Haladás. W sezonie 2012/2013 wywalczył z nim awans do pierwszej ligi węgierskiej. Jesienią 2014 został wypożyczony do rezerw Videotonu FC. Z kolei w 2018 roku był wypożyczony do drugoligowego Csákvári TK. W sezonie 2020/2021 wywalczył z Puskás Akadémia wicemistrzostwo Węgier.
| Sezon   | Klub                  | Kraj  | Rozgrywki | Mecze | Gole |
| ------- | --------------------- | ----- | --------- | ----- | ---- |
| 2012/13 | Puskás Akadémia FC    | Węgry | NB II     | 8     | 0    |
| 2013/14 | Puskás Akadémia FC    | Węgry | NB I      | 8     | 0    |
| 2014/15 | Videoton FC II        | Węgry | NB III    | 3     | 0    |
| 2014/15 | Puskás Akadémia FC    | Węgry | NB II     | 1     | 0    |
| 2015/16 | Puskás Akadémia FC    | Węgry | NB I      | 18    | 1    |
| 2015/16 | Puskás Akadémia FC II | Węgry | NB III    | 14    | 6    |
| 2016/17 | Puskás Akadémia FC    | Węgry | NB II     | 25    | 1    |
| 2017/18 | Puskás Akadémia FC    | Węgry | NB I      | 1     | 0    |
| 2017/18 | Csákvári TK           | Węgry | NB II     | 17    | 5    |
| 2018/19 | Csákvári TK           | Węgry | NB II     | 12    | 9    |
| 2018/19 | Puskás Akadémia FC    | Węgry | NB I      | 14    | 3    |
| 2019/20 | Puskás Akadémia FC    | Węgry | NB I      | 25    | 1    |
| 2020/21 | Puskás Akadémia FC    | Węgry | NB I      | 27    | 3    |

## Kariera reprezentacyjna
W reprezentacji Węgier Nagy zadebiutował 15 listopada 2019 w przegranym 1:2 towarzyskim meczu z Urugwajem, rozegranym w Budapeszcie, gdy w 75. minucie meczu zmienił Mihály'ego Korhuta.